# گرالاک (بازیکن فوتبال)
گرالاک مدافع اهل برزیل است که در شهر Reboucas، پارانا، برزیل و در تاریخ ۱۸ سپتامبر ۱۹۶۹ به دنیا آمده‌است.
گرالاک در تیم‌های فوتبال Pinheiros سابقهٔ حضور دارد.